# Pasažér (Star Trek: Stanice Deep Space Nine)
Pasažér (v anglickém originále The Passenger) je v pořadí devátá epizoda první sezóny seriálu Star Trek: Stanice Deep Space Nine.

## Příběh
Major Kira Nerys a doktor Julian Bashir odpoví na nouzové volání kobliadské nákladní lodi, kde naleznou bezpečnostní důstojnici Ty Kajadu a jejího vězně Rao Vantiku. Kajada jim tvrdí, že Vantika způsobil na lodi požár, aby mohl uniknout. Vantika zemře a Bashir a Kira vezmou Kajadu na stanici Deep Space Nine. Kajada tvrdí, že Vantika je stále naživu, už mnohokrát v minulosti předstíral smrt a ona strávila celý svůj dospělý život snahou o jeho dopadení.
Bashir a Dax dojdou k závěru, že Vantikovo vědomí se může skrývat v mozku Kajady, aniž o tom ví. Vantika se skutečně zmocní jiného těla a kontaktuje Quarka, aby sehnal žoldáky, kteří by přepadli blížící se transport deuridia, látky, kterou Kobliadé používají k prodloužení délky života. Později, když má Quark schůzku s žoldáky, jsou přerušeni Kajadou, která poslouchala na horním podlaží Quarkova baru.
Na ošetřovně Kajada vysvětluje, že ji dolů strčil Vantika. Dax najde pod Vantikovými nehty zařízení, které použil k přenosu svého vědomí do někoho jiného a testuje Kajadu, zda nese stopy použití zařízení. Mezitím se Quark se žoldáky setká s Vantikou, který obývá Bashirovo tělo.
Vantikovi a žoldákům se podaří zmocnit transportu deuridia, loď je však zachycena vlečným paprskem stanice. Vantika vyhrožuje, že zničí loď i Bashirovo tělo. Jeden ze žoldáků protestuje proti takovému plánu a Vantika ho zastřelí. Jadzii se podaří narušit Vantikovu kontrolu nad Bashirovým tělem na tak dlouho, že zmatený Bashir vypne lodní štíty a je transportován na ošetřovnu. Jakmile je Vantikovo vědomí odstraněno z Bashirova mozku, Kajada se ho konečně jednou provždy zbaví.

## Zajímavosti
- Jeden ze žoldáků je vyzbrojen phaserem typu II z 23. století (tj. z období původního seriálu Star Trek).
- Epizoda ukazuje další způsob přenosu mysli.